# Raffaele Farina
Raffaele kardinál Farina SDB (* 24. září 1933 Buonalbergo) je italský římskokatolický kněz, bývalý archivář a bibliotekář Apoštolského stolce, kardinál, salesián.

## Kněz
Dne 15. srpna 1947 vstoupil do salesiánského noviciátu, věčné sliby v tomto řeholním společenství složil 25. září 1964. Vystudoval teologii na Salesiánské papežské akademii v Turíně. V roce 1958 byl vysvěcen na kněze. V roce 1965 získal doktorát z církevních dějin na Papežské univerzitě Gregoriana. Ve stejném roce začal přednášet církevní dějiny na Papežské salesiánské univerzitě v Římě, kde se stal v roce 1976 profesorem a v letech 1977–1983 rektorem. Od roku 1981 je členem Papežského výboru pro historické vědy (v letech 1981–1989 byl jeho sekretářem). V roce 1986 byl jmenován sekretářem Papežské rady pro kulturu. Od roku 1992 do roku 2006 byl předsedou vydavatelské komise Vatikánského nakladatelství a knihkupectví.

## Biskup a kardinál
Dne 24. května 1997 byl jmenovaný prefektem Vatikánské apoštolské knihovny a 15. listopadu 2006 titulárním biskupem v Oderzo. 16. prosince téhož roku přijal biskupské svěcení, světitelem byl Tarcisio Bertone, tehdejší kardinál státní sekretář. Dne 25. června 2007 nahradil kardinála Taurana ve funkcích archiváře a knihovníka Svaté římské církve a zároveň byl jmenován osobním arcibiskupem. Při konzistoři 24. listopadu 2007 se stal členem kardinálského kolegia. Podílel se mimo jiné na přípravách výstavy "Lux in Arcana –Vatikánský archiv se odhaluje", kterou v roce 2012 hostilo římské Kapitolské muzeum. Dne 9. června 2012 odešel na odpočinek.